# Sergej Ljapunov
Sergej Mikhajlovitj Ljapunov (russisk: Серге́й Миха́йлович Ляпуно́в, tr. Sergéj Mikhájlovitj Ljapunóv; født 30. november 1859 i Jaroslavl, Det Russiske Kejserrige, død 8. november 1924 i Paris, Frankrig) var en russisk komponist og pianist. Ljapunov var elev af Sergej Tanejev, og komponerede i romantisk stil. Han har skrevet 2 symfonier, 2 klaverkoncerter, orkesterværker, violinkoncert, sange, og klaverstykker. Han emigrerede til Paris i 1923, og døde der året efter.

## Udvalgte værker
- Symfoni nr. 1 (i H-mol) (1887-1888) - for orkester
- Symfoni nr. 2 (i Bb-mol) (1910-1917) - for orkester
- 2 Klaverkoncerter (1890, 1909) - for klaver og orkester
- Violinkoncert (1915-1921) - for violin og orkester